# Трирутенийуран
Трирутѐнийура́н — бинарное неорганическое соединение, интерметаллид
урана и рутения
с формулой Ru3U,
кристаллы.

## Получение
- Сплавление стехиометрических количеств чистых веществ:

{\displaystyle {\mathsf {U+3Ru\ {\xrightarrow {1850^{o}C}}\ URu_{3}}}}

## Физические свойства
Трирутенийуран образует кристаллы
кубической сингонии, пространственная группа P m3m, параметры ячейки a = 0,3988 нм, Z = 1,
структура типа тримедьзолота AuCu3.
Соединение образуется по перитектической реакции при температуре 1850 °C
или конгруэнтно плавится при температуре 1725 °C (1725 °C).
При температуре 0,15 К соединение переходит в сверхпроводящее состояние.